# (3049) Kuzbass
(3049) Kuzbass (1968 FH; 1952 MH; 1973 GC; 1979 HJ2; 1981 TA4; 1981 VY1) ist ein ungefähr 20 Kilometer großer Asteroid des äußeren Hauptgürtels, der am 28. März 1968 von der russischen (damals: Sowjetunion) Astronomin Tamara Michailowna Smirnowa am Krim-Observatorium (Zweigstelle Nautschnyj) auf der Halbinsel Krim (IAU-Code 095) entdeckt wurde. Er gehört zur Themis-Familie, einer Gruppe von Asteroiden, die nach (24) Themis benannt ist.

## Benennung
(3049) Kuzbass wurde nach dem Kusnezker Becken benannt, einem der größten Steinkohlereviere der Sowjetunion (im heutigen Russland liegend) sowie der gesamten Welt.